# André Luiz Silva do Nascimento
André Luiz Silva do Nascimento (São João del-Rei, 27 de janeiro de 1980), mais conhecido pela alcunha de André Luiz, é um ex-jogador de futebol brasileiro, que atuava como zagueiro central ou volante.

## Carreira
Em janeiro de 2013 rescinde seu contrato com o Nancy.